# جاکومو جانیوتی
جاکومو جانیوتی (ایتالیایی: Giacomo Gianniotti؛ زادهٔ ۱۹ ژوئن ۱۹۸۹) بازیگر اهل ایتالیا است.
از فیلم‌ها یا برنامه‌های تلویزیونی که در آن نقش داشته‌است، می‌توان به دیابولیک: تو کی هستی؟، نژاد، فریب و آناتومی گری اشاره کرد.